# أرت شيرمان
أرت شيرمان (بالإنجليزية: Art Sherman)‏ هو فارس أمريكي، ولد في 15 يونيو 1937 في بروكلين في الولايات المتحدة.